# Antalháza
Antalháza (szlovákul Antonov sad) Bátorkeszi településrésze Szlovákiában, a Nyitrai kerületben, a Komáromi járásban.

## Fekvése
Komáromtól 27 km-re északkeletre fekszik. Ma Bátorkeszi egyik lakott külterületi része Miklósháza mellett.

## Története
A trianoni békeszerződésig Esztergom vármegye Párkányi járásához tartozott. Ma Bátorkeszi egyik lakott külterületi része.

## Népessége
2021-ben Bátorkeszi 2021-ben 3323 lakosából 2525 magyar (+127), 653 szlovák (+54), 7 cigány (+14), 22 egyéb és 116 ismeretlen nemzetiségű volt.